# Venerio di Milano
Venerio (Milano, ... – Milano, 408 circa) è stato arcivescovo di Milano dal 400 circa alla sua morte.

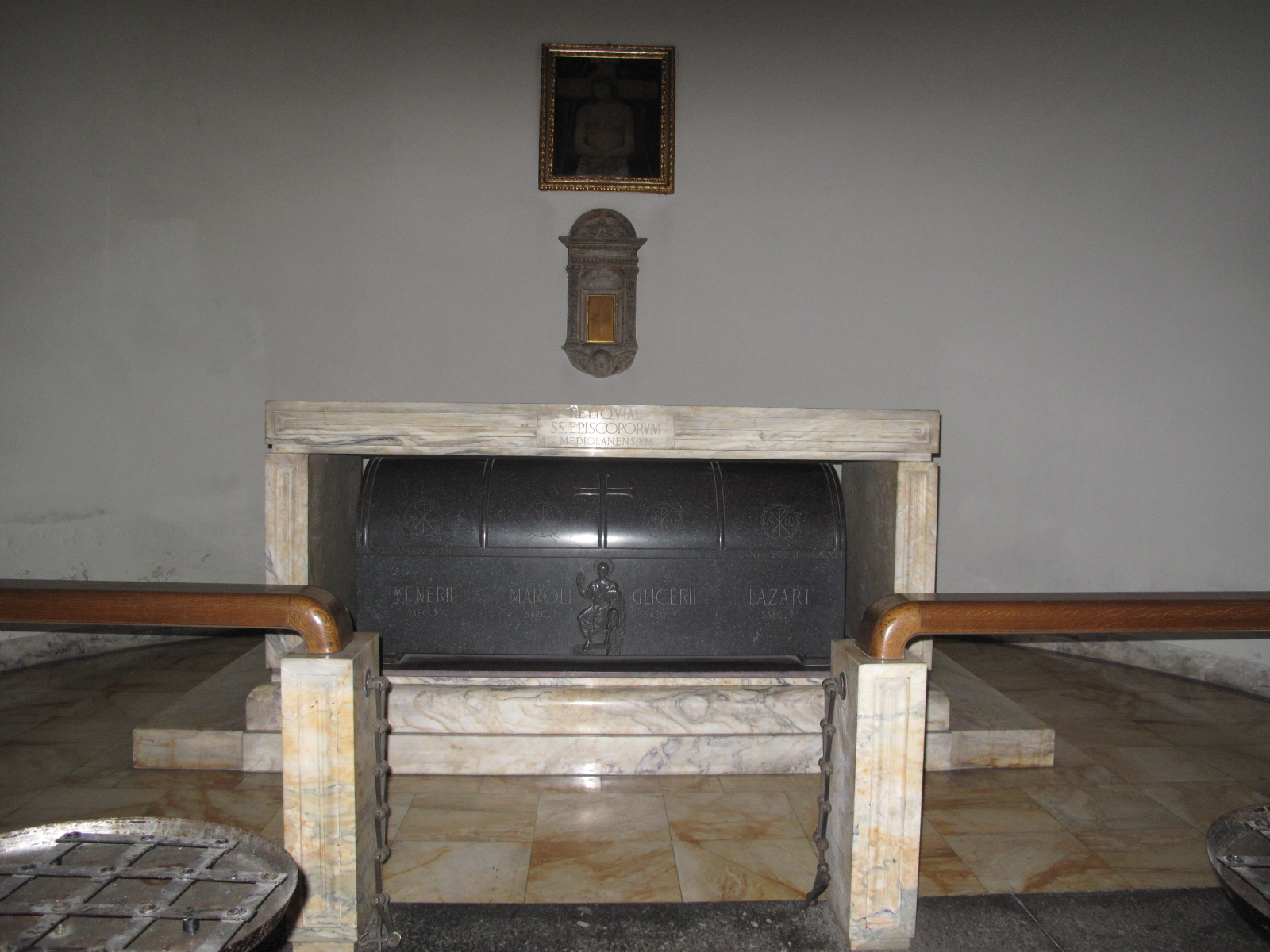
Interno della basilica di basilica di San Nazaro a Milano. Nicchia nel transetto sinistro: altare con sarcofago contenente le reliquie dei santi Venerio, Marolo, Glicerio e Lazzaro, vescovi di Milano.

È venerato come santo dalla Chiesa cattolica che lo ricorda il 6 maggio nel martirologio romano con queste parole: «A Milano, san Venerio, vescovo, che, discepolo e diacono di sant'Ambrogio, inviò chierici in aiuto ai vescovi d'Africa e si prese cura di san Giovanni Crisostomo mentre si trovava in esilio».

## Biografia
Secondo la vita di sant'Ambrogio scritta da Paolino di Milano, Venerio era un diacono della Chiesa milanese e si trovava al capezzale del santo poco prima della sua morte, il 4 aprile 397, quando fu decisa, con l'assenso del moribondo, la successione sulla cattedra milanese di Simpliciano.
Venerio succedette come vescovo di Milano proprio a Simpliciano, morto prima di novembre 400, probabilmente già durante l'autunno o l'inverno 400/401. Infatti, in una lettera che Paolino di Nola scrisse a Delfino di Bordeaux tra novembre 400 e l'inizio della primavera del 401, Venerio è qualificato come novus episcopus; inoltre è già conosciuto come vescovo milanese in un concilio celebrato a Cartagine il 16 giugno 401. Dalla lettera di san Paolino si evince che Venerio aveva scritto al vescovo nolano per comunicare la sua ordinazione episcopale.
Venerio fu il destinatario, assieme a papa Anastasio I, di una lettera scritta il 16 giugno 401 dai membri del concilio cartaginese, che informavano i due prelati delle difficoltà in cui versava la Chiesa africana per la mancanza di preti, che li obbligava a consacrare gli ex donatisti. Nella sessione del 13 settembre 401, gli atti del concilio africano accennano alla risposta di papa Anastasio, ma non a quella di Venerio. Tuttavia, secondo quanto racconta Paolino, il biografo di sant'Ambrogio, ancora diacono, venne inviato da Venerio in Africa e in seguito, su richiesta di sant'Agostino, scrisse la vita di Ambrogio.
Tra aprile e dicembre 401 Venerio ricevette una lettera di papa Anastasio, che lo sollecitava a sostenere l'anatema lanciato contro le opere di Origene, giudicate blasfeme, e la cui lettura doveva essere impedita. Venerio è citato in un'altra lettera di papa Anastasio a Giovanni di Gerusalemme, e nella Apologia contro Rufino san Girolamo lo menziona al terzo posto tra i protagonisti della condanna di Origene per eresia, dopo Anastasio di Roma e Teofilo di Alessandria e prima di Cromazio d'Aquileia.
Nel 404 Venerio ricevette una lettera di Giovanni Crisostomo che gli esponeva i suoi contrasti con Teofilo di Alessandria e descriveva i tumulti avvenuti a Costantinopoli nella notte di Pasqua del 404; la lettera, indirizzata anche a papa Innocenzo I e a Cromazio d'Aquileia, fu scritta prima dell'esilio del Crisostomo (ossia prima del 9 giugno 404), con lo scopo di fare appello ai vescovi dell'Occidente perché la sua causa fosse giudicata da un tribunale imparziale. In seguito a questo appello, venne celebrato un sinodo, probabilmente a Roma prima dell'estate 406; la lettera sinodale venne firmata da tutti i presenti, tra cui anche Venerio di Milano, i quali chiedevano il ristabilimento di Giovanni Crisostomo sulla sua sede prima di procedere contro di lui con un processo legittimo.
Durante il suo esilio (giugno 404 - settembre 407), Giovanni Crisostomo scrisse una lettera a Venerio per ringraziarlo e per invitarlo a continuare a sostenere la sua causa.
A Venerio è dedicato uno dei Carmina di Magno Felice Ennodio, scritti prima del 521; l'autore sottolinea la giovane età di Venerio in occasione della sua ordinazione e le sue doti di eloquenza. A partire dall'elogio di Ennodio, alcuni autori hanno erroneamente attribuito a Venerio il De sacramentis di sant'Ambrogio e i XX sermones di Massimo di Torino.
Secondo un antico Catalogus archiepiscoporum Mediolanensium, l'episcopato di Venerio si colloca tra quelli di Simpliciano, morto nel 400, e di Marolo, vescovo di Milano prima del 431. Il medesimo catalogus gli assegna 9 anni di governo e lo dice sepolto il 4 maggio  nella basilica di San Nazaro. Tradizionalmente, il suo episcopato è assegnato agli anni 400-408.
Una tradizione medievale, che non ha fondamenti storici, associa Venerio all'aristocratica famiglia milanese degli Oldrati.